# Lokalna anestezija
Lokalna anestezija je medicinski postopek za odpravo čutnih zaznav na omejenem delu telesa. Kadar anestezija zajame večje anatomsko področje, govorimo o področni (regionalni) anesteziji. Tako lokalna kot področna anestezija se dosežeta z injiciranjem ali površinskim apliciranjem lokalnega anestetika v oziroma na določeno področje telesa in za razliko od splošne anestezije ne zajameta celotnega telesa, vključno z  osrednjim živčevjem ter zato ne povzročita izgube zavesti.
Pri lokalni anesteziji pride do povratnega zavrtja proženja živčnih impulzov in njihovega potovanja po živcih. Lokalna anestezija senzoričnih živcev določenega predela je zaželena ob bolečih medicinskih postopkih, na primer med kirurškimi ali zobozdravstvenimi posegi.

## Vrste
Lokalni anestetiki se uporabljajo na različne načine:
- infiltracijska anestezija (lokalna anestezija z vbrizganjem anestetika v tkiva operacijskega polja[1])
- prevodna anestezija (vbrizganje lokalnega anestetika v bližino živca, ki oživčuje področje, ki ga želimo anestezirati)
- površinska anestezija (aplikacija anestetika na površino kože ali sluznice)

Tudi pri področni anesteziji je več vrst aplikacije:
- spinalna anestezija (vbrizganje manjše količine lokalnega anestetika neposredno v možgansko-hrbtenjačno tekočino v subarahnoidni prostor, ki obdaja hrbtenjačo)
- epiduralna anestezija (vbrizganje večje količine lokalnega anestetika v epiduralni prostor)
- področna anestezija perifernih živcev (vbrizganje lokalnega anestetika ob periferne živce ali ob živčne pleteže)[1]

## Mehanizem delovanja
Prevajanje dražljajev po živcih poteka s pomočjo proženja akcijskih potencialov. Akcijski potencial se sproži, ko se odprejo membranski natrijevi kanalčki in v hipu pride do vplavljanja natrijevih ionov v celico, v smeri koncentracijskega gradienta (koncentracija Na+ v zunajceličnem prostoru je bistveno višja od znotrajcelične koncentracije). Pride do tako imenovane depolarizacije celične membrane. Lokalni anestetiki zavrejo vstop natrijevih kanalčkov v živčno celico in s tem depolarizacijo membrane.

## Uporaba
Lokalna in področna anestezija se uporabljata med bolečimi zdravstvenimi postopki. Nekateri lokalni anestetiki so na voljo v zdravilih brez recepta, ki se uporabljajo za lajšanje bolečin, draženja in srbenja pri različnih stanjih (npr. vneto žrelo, sončne opekline, piki žuželk, manjše ureznine in opraskanine ...). Lokalna in področna medicina se pogosto uporabljata pri naslednjih posegih in postopkih:
- odvzem biopsijskega vzorca kože
- kirurški posegi na rokah, dlaneh, nogah, stopalih
- posegi na očesu
- posegi na sečilih in spolovilih

## Lokalni anestetiki
Vsi lokalni anestetiki imajo v svoji strukturi aminski element, ki je preko srednjedolge verige povezan z aromatičnim obročem. Aminska prvina nosi hidrofilne lastnosti, medtem ko je aromatični obroč nosilec lipofilnih lastnosti. Glede na kemijsko zgradbo ostajata dve osnovni skupini lokalnih anestetikov: aminoamidi (npr. lidokain, mepivakain, prilokain, bupivakain ...) in aminoestri (kokain, prokain, benzokain ...).